# Vordemwald
Vordemwald là một đô thị ở huyện Zofingen, bang Aargau, Thụy Sĩ.

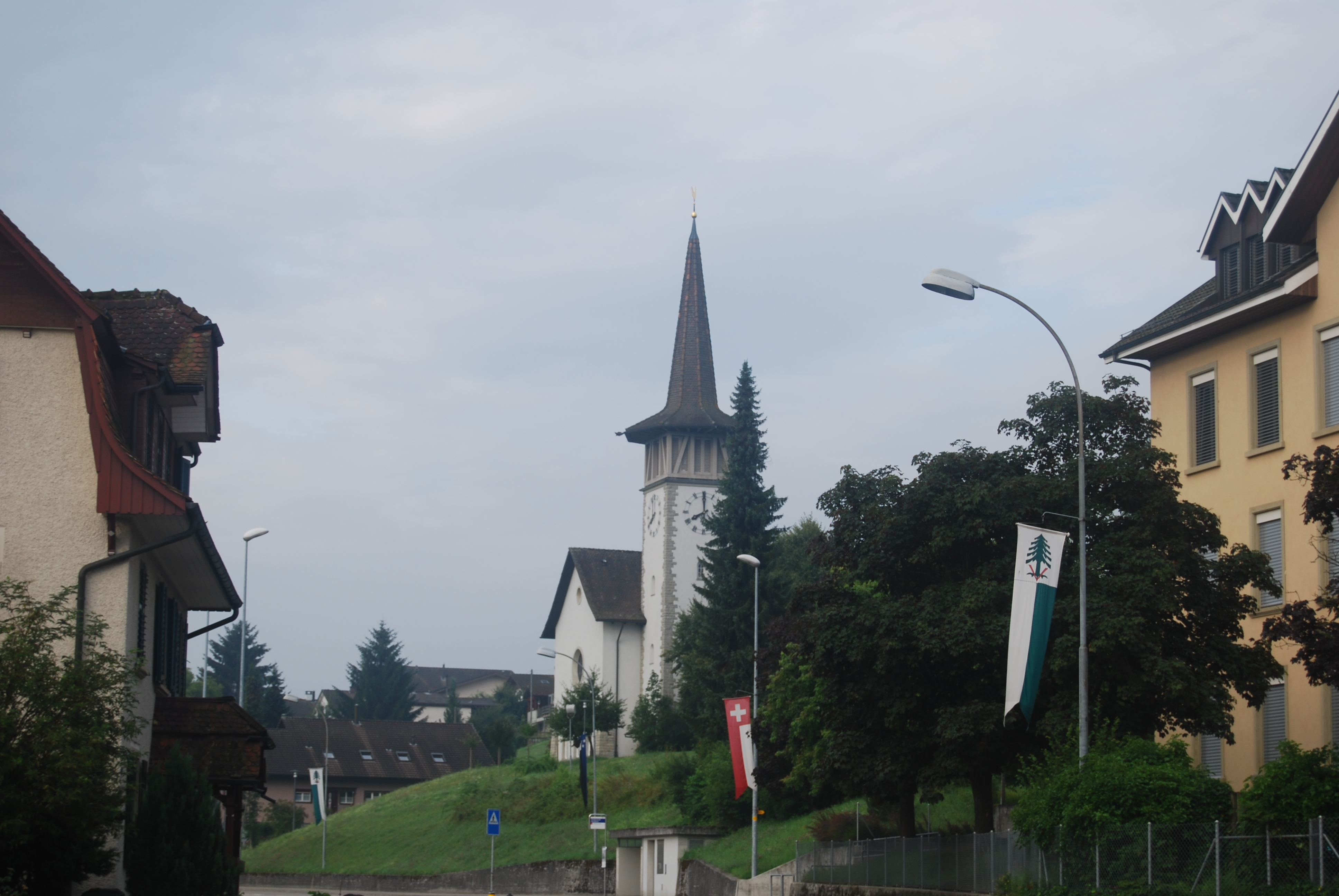
Vordemwald